# Sankt Gallen
För andra betydelser, se Sankt Gallen (olika betydelser).
Sankt Gallen (tyskt uttal: [zaŋkt ˈɡalən]

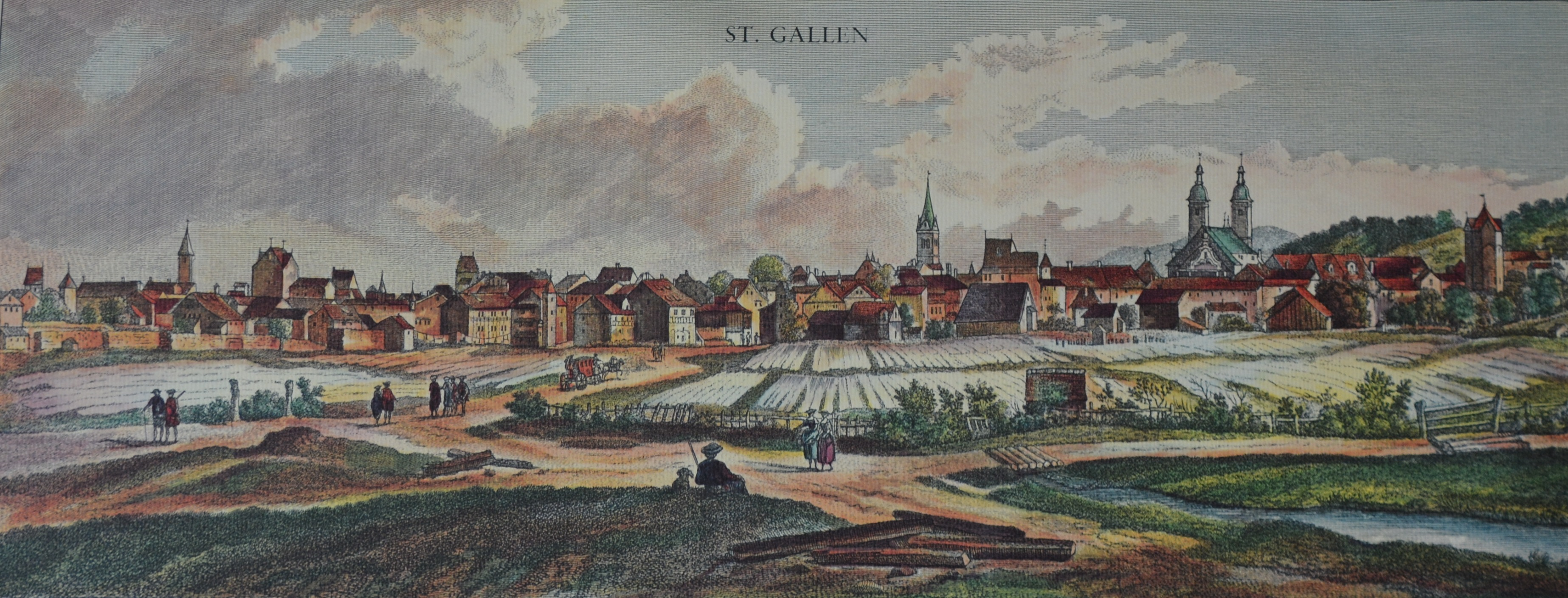
Sankt Gallen på 1700-talet.

 ( lyssna), schweizertyska: Sanggale, franska: Saint-Gall, italienska: San Gallo, rätoromanska: Son Gagl) är en stad och kommun i distriktet Sankt Gallen i kantonen Sankt Gallen i nordöstra Schweiz. Kommunen har 78 213 invånare (2023). Sankt Gallen är huvudort i kantonen med samma namn.
Staden växte fram på 700-talet och utgör idag det kulturella och administrativa centrumet i östra Schweiz. Namnet Sankt Gallen har staden fått efter den keltiske munken Gallus.
År 1837 avled Sveriges tidigare kung Gustav IV Adolf i staden. Fotbollslaget FC St. Gallen kommer härifrån. Klosteranläggningen med klosterkyrkan i Sankt Gallen är världsarv.

## Geografi
Staden är belägen i floden Steinachs dalgång, söder om Bodensjön. Sankt Gallen ligger cirka 63 kilometer öster om Zürich och cirka 64 kilometer norr om Chur.
Sankt Gallen gränsar till följande kommuner: Gossau i väster, Gaiserwald och Wittenbach i norr, Mörschwil, Untereggen och Eggersriet österut. Söderut gränsar staden mot kantonen Appenzell Ausserrhoden och kommunerna Herisau, Stein, Teufen och Speicher.
Kommunen Sankt Gallen har en yta om 39,38 km². Av denna areal används 10,89 km² (27,7 %) för jordbruksändamål och 11,10 km² (28,2 %) utgörs av skogsmark. Av resten utgörs 16,56 km² (42,1 %) av bostäder och infrastruktur, medan 0,76 km² (1,9 %) är impediment.

## Demografi
Kommunen Sankt Gallen har 78 213 invånare (2023). En majoritet (85,1 %) av invånarna är tyskspråkiga (2014). 38,5 % är katoliker, 21,8 % är reformert kristna och 39,7 % tillhör en annan trosinriktning eller saknar en religiös tillhörighet (2014).

## Kända personer från Sankt Gallen
- Robert Billwiller, meteorolog
- Marwin Hitz, fotbollsmålvakt